# Il bar degli arrivisti
Il bar degli arrivisti è il terzo album della cantante italiana Patrizia Bulgari, pubblicato nel 1992 dall'etichetta discografica NAR e distribuito dalla Dischi Ricordi.

## Il disco
L'album contiene fra i brani Amica di scuola, quinto classificato nella sezione "Novità" del Festival di Sanremo 1992 ed eseguito al Cantagiro, così come Lattine vuote, vetri rotti e Profumo di lillà. Sono presenti anche Le lacrime e la pioggia e Salutami la luna, già contenuti nel lavoro precedente Giselle e..., qui proposti in versioni rivisitate. Il disco scala la hit parade entrando nella top 40 dei dischi più venduti in Italia.

## Tracce
Edizioni musicali NAR/Nibbio.
1. Amica di scuola – 3:47 (Gianni Ciarella)
2. Noi di tutti gli anni (feat. Luigi Maione) – 3:44 (Luigi Maione)
3. Lattine vuote, vetri rotti – 3:31 (testo: Rudy Marra – musica: Rudy Marra, Attilio Pace)
4. Una finestra nel cielo – 3:55 (Luigi Maione)
5. Le lacrime e la pioggia (remix) – 5:13 (testo: Rudy Marra – musica: Rudy Marra, Attilio Pace, Alan Farrington)
6. I ragazzi di Milano – 2:52 (Gianni Ciarella)
7. Profumo di lillà – 4:42 (Gianni Ciarella)
8. Isola bianca (feat. Gianni Ciarella) – 5:05 (Gianni Ciarella)
9. Giorni più brevi – 3:16 (Gianni Ciarella)
10. Salutami la luna (remix) – 3:56 (testo: Cinzia Corrado, Patrizia Bulgarelli – musica: Cinzia Corrado)

Durata totale: 40:01

## Formazione
- Patrizia Bulgari – voce
- Lele Melotti – batteria
- Stefano Morbidelli – basso
- Giorgio Cocilovo – chitarra elettrica
- Giancarlo Ragni – tastiera, pianoforte, fisarmonica, organo Hammond
- Toti Panzanelli – chitarra acustica
- Danilo Ricciardi – pianoforte
- Renè Mantegna – percussioni
- Alessandro Simonetto – violino
- Mario Magrini – sassofono soprano
- Lalla Francia, Lola Feghaly, Stefano De Maco, Paola Folli, Emanuela Gubinelli, Moreno Ferrara, Silvio Pozzoli – cori